# Кубок Англії з футболу 2025—2026
Кубок Англії з футболу 2025–2026 — 145-й розіграш найстарішого кубкового футбольного турніру у світі, Кубка виклику Футбольної Асоціації, також відомого як Кубок Англії.
Титул захищає Крістал Пелес.

## Кваліфікаційні раунди
Усі клуби, що беруть участь у змаганнях, але не грають у Прем'єр-лізі або в Чемпіоншипі повинні пройти кваліфікаційні раунди.

## Перший раунд
На цій стадії турніру розпочинають грати клуби з Першої та Другої ліг.
У дужках вказаний дивізіон, у якому виступає клуб у поточному сезоні. Якщо уточнення відсутнє, клуб з першого дивізіону системи футбольних ліг Англії — Прем'єр-ліги

## Фінал
Фінал кубка Англії з футболу 2026